# 27 Canis Majoris
27 Canis Majoris este o stea variabilă din constelația Câinele Mare, de tipul Gamma Cassiopeiae. Ea poartă și denumirea de stea variabilă EW Canis Majoris. Magnitudinea sa aparentă combinată este de 4,65, ceea ce o face vizibilă cu ochiul liber.